# Canon EOS 1300D
La Canon EOS 1300D, conocida como Rebel T6 en Estados Unidos y Canadá o como Kiss X80 en Japón, es una cámara réflex digital de objetivo único (DSLR) de 18.0 megapíxeles fabricada por Canon y lanzada en marzo de 2016.
La 1300D es una DSLR de nivel de entrada que reemplaza a la EOS 1200D. Una característica clave añadida fue la introducción de wifi y conectividad de campo cercano (NFC) para la transferencia de datos a dispositivos como ordenadores o teléfonos móviles.

## Características
- 18.0 megapíxeles efectivos Sensor APS-C CMOS
- 9 puntos AF con 1 punto de tipo cruzado en el centro en f / 5.6, sensibilidad adicional en f / 2.8 o más rápido (excepto cuando se utiliza una lente EF 28-80mm f / 2.8-4L lente USM o EF 50mm f / 2.5 Lente macro compacta viene incorporada)
- Sensibilidad de ISO 100–6400 (ampliable a 12800)
- Cobertura del marco del visor del 95% con ampliación de 0.80x
- Grabación de video Full HD a 1080p a 24p, 25p (25 Hz) y 30p (29.97 Hz) con sincronización de cuadro descendente
- Grabación de video HD de 720p a 60p (59,94 Hz) y 50p (50 Hz)
- Pantalla TFT LCD de 3.0" en relación de aspecto 4:3
- Filtro de Pase bajo

Diferencias en comparación a la 1200D:
- Procesador de imagen DIGIC 4+ (en vez de DIGIC 4)
- Tamaño de pantalla de 3.0 pulgadas con una resolución de 920.000 píxeles (la 1200D tiene 460.000 píxeles con la misma proporción de aspecto)
- Conectividad wifi y NFC (no presente en la 1200D)